# Sabulodes solola
Sabulodes solola är en fjärilsart som beskrevs av Frederick H. Rindge 1978. Sabulodes solola ingår i släktet Sabulodes och familjen mätare. Inga underarter finns listade.